# Escudo de Ciudad del Cabo

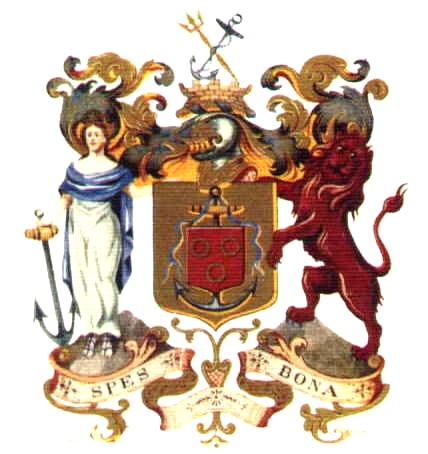
Escudo de Ciudad del Cabo

El escudo de armas de Ciudad del Cabo es el símbolo tradicional de la ciudad sudafricana de Ciudad del Cabo. El escudo ya no está en uso oficial, y aún no se ha adoptado un nuevo escudo.
El escudo original representa el escudo del fundador de la ciudad, Jan van Riebeeck, apoyado por un ancla que simboliza el Cabo de Buena Esperanza. Fue otorgado a la ciudad por el Comisionado General de la República de Batavia en junio de 1804. En 1894, el consejo municipal colocó el escudo de Van Riebeeck en un escudo dorado y en 1898 adoptó una cimera que consistía en una corona mural engalanada con un ancla. 
En diciembre de 1899, el Colegio de Armas de Londres emitió Cartas de Patentes que confirmaron este escudo, modificaron la cimera y agregaron tenantes. Este logro de armas, junto con el nuevo sello que los representa, se registró en la Administración Provincial del Cabo en 1956 y en la Oficina de Heráldica el 16 de enero de 1972.
En términos heráldicos, el escudo de armas se describe a continuación: 
- Escudo en sí: Oro, un ancla erecta de Sable, propiamente dicha, desde el anillo a una costilla que fluye de Azur y suspendida de ella desde un escudo de Gules cargado con tres anillos de Oro.
- Cimera: En las almenas de una torre propiamente dicha, un tridente en curva de Oro, coronado por un ancla y un cable en curva siniestra de Sable.
- Lambrequines: Oro y Sable.
- Tenantes: En un compartimiento debajo del escudo, que consiste en montículos rocosos, A la izquierda, una figura femenina vestida de plata, un manto y sandalias Azules, en su cabeza una estola irradiada de Oro, que sostiene con su mano derecha un ancla propiamente dicha; Siniestro, un león rampante guardián de gules.
- Lema: Spes Bona (Buena Esperanza).[2]